# Bethany (Oklahoma)
Bethany – miasto w Stanach Zjednoczonych, w stanie Oklahoma, w hrabstwie Oklahoma.